# Гурбанов, Махмуд Ханлар оглы
Махмуд Ханлар оглу Гурбанов (азерб. Qurbanov Maxmud Xanlar oğlu; 10 мая 1973, Гянджа) — азербайджанский футболист, полузащитник.
Один из самых опытных футболистов страны. Вошёл в историю азербайджанского футбола как футболист 12 раз становившийся чемпионом Азербайджана в составе 6 команд.

## Биография
Первые шаги в футболе делал в гянджинской спортивной школе № 2, под руководством Чингиз Муаллима. Затем 12 лет обучался в детском футбольном клубе «Локомотив» города Гянджи под руководством наставника Константина Обраменко.
Профессиональную футбольную карьеру начал в 17 лет с выступления в команде высшей лиги «Кяпаз» (Гянджа).
В 1996—1997 играл за Нефтчи (Баку).
В 2000—2002 играл за «Шамкир», с которым трижды подряд становился чемпионом страны.
С марта 2003 выступал за клуб высшей лиги Ирана «Фулад» Ахваз. В августе 2003 перешёл в украинскую «Таврию» из города Симферополь.
С весны 2004 снова играл за бакинский «Нефтчи». В 2005 перешёл в «Хазар-Ленкорань».
Затем играл за «Интер» (Баку) и ФК «Баку».

### Инцидент со СМИ
В августе 2010 из-за написанной про него статьи он ворвался в редакцию одной из местных газет, нанес ущерб имуществу редакции, а также позволил себе оскорбление в адрес журналистов. Затем Гурбанов заявил, что сожалеет о своем поступке.

## Сборная Азербайджана
Выступал также за олимпийскую сборную Азербайджана (U-21).
Дебютировал в составе сборной Азербайджана в товарищеском матче против команды Грузии 17 сентября 1992 года в Гурджаани (Грузия), которая вошла в историю азербайджанского футбола, как первая игра сборной Азербайджана, после обретения независимости.

## Достижения
- Чемпион Азербайджана по футболу (12): 1994/95, 1997/98, 1998/99 («Кяпаз»), 1999/2000, 2000/01, 2001/02 («Шамкир»), 1996/97, 2003/04, 2004/05 («Нефтчи»), 2006/07 («Хазар-Ленкорань»), 2007/08 («Интер» Баку), 2008/09 («Баку»).
- Обладатель Кубка Азербайджана по футболу (4): 1993/94, 1997/98 («Кяпаз»), 2003/04 («Нефтчи»), 2006/07 («Хазар-Ленкорань»).